# Санта-Элена-дель-Опон
Санта-Элена-дель-Опон (исп. Santa Helena del Opón) — город и муниципалитет в северо-восточной части Колумбии, на территории департамента Сантандер. Входит в состав провинции Комунера.

## История
Поселение, из которого позднее вырос город, было основано в 1917 году. Муниципалитет Санта-Элена-дель-Опон был выделен в отдельную административную единицу в 1978 году.

## Географическое положение

Муниципалитет Санта-Элена-дель-Опон

Город расположен в южной части департамента, в горной местности Восточной Кордильеры, на расстоянии приблизительно 97 километров к юго-западу от города Букараманги, административного центра департамента. Абсолютная высота — 1080 метров над уровнем моря.
Муниципалитет Санта-Элена-дель-Опон граничит на севере с территорией муниципалитета Симакота, на востоке — с муниципалитетом Чима, на юго-востоке — с муниципалитетом Контратасьон, на юге — с муниципалитетом Эль-Гуакамайо, на юго-западе — с муниципалитетом Ла-Пас, на западе — с муниципалитетом Велес. Площадь муниципалитета составляет 387,83 км².

## Население
По данным Национального административного департамента статистики Колумбии, совокупная численность населения города и муниципалитета в 2015 году составляла 4304 человека.
Динамика численности населения муниципалитета по годам:
| 2005 | 2006 | 2007 | 2008 | 2009 | 2010 | 2011 | 2012 | 2013 | 2014 | 2015 |
| ---- | ---- | ---- | ---- | ---- | ---- | ---- | ---- | ---- | ---- | ---- |
| 4473 | 4463 | 4445 | 4423 | 4405 | 4386 | 4367 | 4349 | 4330 | 4319 | 4304 |

Согласно данным переписи 2005 года мужчины составляли 54 % от населения Санта-Элена-дель-Опона, женщины — соответственно 46 %. В расовом отношении белые и метисы составляли 99,9 % от населения города; негры, мулаты и райсальцы — 0,1 %.
Уровень грамотности среди всего населения составлял 79,2 %.

## Экономика
56,7 % от общего числа городских и муниципальных предприятий составляют предприятия сферы обслуживания, 31,7 % — предприятия торговой сферы, 10 % — промышленные предприятия, 1,6 % — предприятия иных отраслей экономики.